# Долинин, Константин Аркадьевич
Константи́н Арка́дьевич Доли́нин (Искоз-Долинин; 1928, Ленинград — 2009, Санкт-Петербург) — советский и российский лингвист, педагог, доктор филологических наук.

## Биография
Родился в семье профессора-филолога Аркадия Семёновича Искоза-Долинина (1880-1968) и детского врача Веры Ивановны Щепкиной (в замужестве Искоз-Долининой, 1888—1981), четвёртый, последний ребёнок в семье (единственная сестра — Анна Аркадьевна Искоз-Долинина). Племянник историка С. Н. Валка. Пережил подростком первую зиму блокады. По возвращении из эвакуации с отличием окончил школу и поступил в Ленинградский государственный университет, где учился у Е. А. Реферовской, Б. Г. Реизова, А. А. Смирнова, М. Л. Тронской.
В 1957 году окончил аспирантуру при кафедре романской филологии Ленинградского государственного педагогического института (ЛГПИ) им. Герцена, где наибольшее влияние на его мировоззрение оказал Е. Г. Эткинд, под руководством которого была подготовлена и в 1961 году защищена кандидатская диссертация «Функциональные стили французского языка в творчестве Анатоля Франса».
С 1952 по 1954, с 1957 по 1959 и с 1960 по 1980 год работал в ЛГПИ им. Герцена на кафедре французского языка и на кафедре романской филологии в должностях ассистента, старшего преподавателя, доцента. После возникновения двухгодичных Высших педагогических курсов иностранных языков, готовящих квалифицированных преподавателей педагогических институтов для всей страны, работал на этих курсах и многие годы поддерживал научные связи со слушателями, помогая в подготовке лекционных курсов, в научной работе, читая авторские курсы лекций и семинаров для преподавателей и студентов провинциальных вузов (Архангельска, Вологды, Петрозаводска, Магнитогорска, Сыктывкара, Уфы, Ельца, Липецка, Хабаровска, Орска, Кемерова, Ташкента).
В 1974 году в ЛГПИ им. Герцена был лишён звания профессора и уволен с работы Е. Г. Эткинд. К. А. Долинин был единственным на кафедре, кто не принял участия в массовом осуждении учителя и друга, за что и был в том же году уволен по надуманному сокращению штатов, однако, по собственному определению, «кротости не проявил» и был восстановлен по суду. Однако руководство института настояло на своём и, несмотря на активную научную и преподавательскую деятельность, высокий авторитет, опубликованный учебник («Стилистика французского языка», 1978, 1987) и готовящуюся докторскую диссертацию, К. А. Долинин не был переизбран по конкурсу в подошедший в 1980 году срок, как «не соответствующий занимаемой должности». Другие высшие учебные заведения опасались брать его на работу, и он смог получить её только в Ленинградском сельскохозяйственном институте в Пушкине (благодаря усилиям коллеги по университету проф. Я. Н. Любарского).
Эти события затормозили работу над следующей книгой («Интерпретация текста», 1985, 2005, 2008) и докторской диссертацией. Докторская диссертация «Лингво-семиотические основы интерпретации прозаического художественного текста» была защищена в Институте языкознания в Москве в 1989 г.
С 1981 по 1994 год — доцент, а затем профессор кафедры иностранных языков ЛСХИ; с 1989 по 1994 год заведовал кафедрой. С 1994 по 2008 год — профессор кафедры общего языкознания СПбГУ.
Был трижды женат (первая жена — филолог и литератор Наталья Григорьевна Долинина, урождённая Гуковская). Имел троих детей и пятерых внуков. Двоюродная сестра — Ася Марковна Искоз (1908—1993), советский лингвист и филолог-германист.

## Научные интересы
Основная область научных интересов К. А. Долинина отражена в названии его докторской диссертации; в этих рамках особое место занимают нарратология и стилистика. В сферу его научных интересов входили также теория речевых жанров и, шире — анализ дискурса. Своими основными научными достижениями К. А. Долинин считал:
- разработку теории лингвистической стилистики и стиля как обще-семиотического и лингвистического понятия («Стилистика французского языка» и ряд статей);
- создание оригинальной лингво-семиотической модели прозаического художественного текста и разработку методов его содержательного анализа («Интерпретация текста», «Практикум по интерпретации текста», 1992, докторская диссертация и ряд статей);
- разработку теории речевых жанров (ряд статей).

Не причисляя себя ни к какой определённой научной школе, К. А. Долинин считал, что развивает концепции Ш. Балли, М. М. Бахтина, Ю. М. Лотмана, а также французских нарратологов — Ролана Барта, Цветана Тодорова, Жерара Женетта.

## Избранные труды
- Балли Ш. Французская стилистика/сост. Ш. Балли; пер. с фр. К. А. Долинина; под ред. Е. Г. Эткинда. М.: Изд-во Иностр. лит., 1961.
- Стилистика французского языка (1978, 1987)
- Интерпретация текста (1985, 2005, 2008)
- Практикум по интерпретации текста. Французский язык (1992, 2010)
- Проблема речевых жанров через 45 лет после статьи Бахтина // Русистика: Лингвистическая парадигма конца XX века. — СПб.: Изд-во СПбГУ, 1998. — С. 35-46.